# Aeroportul Lydd
Aeroportul Lydd (în engleză Lydd Airport) (IATA: LYX, ICAO: EGMD) este un aeroport din Kent, South East England, Anglia, Regatul Unit ce deservește zona Lydd. Aeroportul a fost tranzitat în 2021 de 31 de pasageri. A fost deschis în 1954 și numit după zona deservită.
Situat la o altitudine de 4 m, aeroportul dispune de 1 pistă.

## Infrastructură

### Piste
Aeroportul dispune de o singură pistă. Pista 03/21 are suprafața de asfalt și dimensiunile 1.505 m × 32 m. 